# Horst Reichel (Fußballspieler)
Horst Reichel (* 21. September 1935) ist ein ehemaliger deutscher Fußballspieler, der von 1957 bis 1962 in der DDR-Oberliga, der höchsten Liga im DDR-Fußball, für den SC Aktivist Brieske-Senftenberg spielte.

## Sportliche Laufbahn
Im Alter von 21 Jahren bestritt Horst Reichel sein erstes Spiel in der DDR-Oberliga. In der Begegnung des 2. Spieltages der Saison 1957 (Kalenderjahr-Spielzeit) SC Aktivist – SC Motor Karl-Marx-Stadt (4:2) wurde er in der 82. Minute für den Rechtsaußenstürmer Werner Pietrczak eingewechselt. Auch im nächsten Punktspiel wurde Reichel wieder für Pietrczak ersetzt, diesmal in der 65. Minute. Sein drittes Oberligaspiel absolvierte er am 5. Spieltag. Beim Auswärtsspiel bei Motor Zwickau stand er erstmals in der Startelf und wurde als halblinker Stürmer aufgeboten. Nach 60 Minuten wurde Reichel jedoch durch Werner Gronau ersetzt. Es war sein letztes Punktspiel der Saison. 
Auch in der Saison 1958 war Horst Reichel mit sieben Einsätzen nur Ersatzspieler. Als Rechtsaußenstürmer war er sechsmal über die gesamte Spieldauer auf dem Platz, und am 11. Spieltag erzielte er im Auswärtsspiel beim SC Lok Leipzig beim 1:1 sein erstes Oberligator. Sein zweites Tor schoss er im letzten Saisonspiel. 1959 gelang Reichel der Durchbruch zum Stammspieler. Der neue Briesker Trainer Helmut Krebs ließ ihn vom Saisonbeginn an als Rechtsaußenstürmer spielen und setzte ihn in den 26 Oberligaspielen 22-mal ein. Dabei kam Reichel erneut zu zwei Torerfolgen. 1960 fiel Reichel wieder aus der Stammelf heraus, denn er kam nur auf sieben Einsätze und zu einem Tor. 1961 wurde der DDR-Fußball auf den Frühjahr-Sommer-Spielrhythmus zurückgeführt. Dazu wurden in der Oberliga bis zum Frühjahr 1962 39 Spiele ausgetragen, in denen Reichel, wieder nur Ersatzmann, lediglich in zehn Begegnungen eingesetzt wurde. Es war seine letzte Oberligasaison, in der er nochmal zwei Tore erzielte. 
Zur Saison 1962/63 schloss sich Horst Reichel der BSG Aktivist Brieske-Ost an, die in der zu dieser Zeit in der viertklassigen Bezirksliga spielte. Mit ihr erreichte Reichel das Endspiel um die Bezirksmeisterschaft, das Brieske allerdings mit 0:5 und 0:0 gegen Dynamo Cottbus verlor. 1964 spielte die BSG Aktivist mit Reichel erneut um die Meisterschaft und gewann sie mit 4:0 und 3:0 gegen die ASG Vorwärts Cottbus. Damit qualifizierte sich Aktivist Brieske für die zweitklassige DDR-Liga. Dort wurden 1964/65 30 Punktspiele ausgetragen, von denen Reichel 26 Partien bestritt und einmal zum Torerfolg kam. Seine Mannschaft schaffte nicht den Klassenerhalt, sodass sie danach für die nächsten Jahre wieder in der Bezirksliga spielen musste. Horst Reichel kehrte nicht mehr in den höherklassigen Fußball zurück.